# Maracanã EC
Maracanã EC is een Braziliaanse voetbalclub uit Maracanaú, in de staat Ceará. 

## Geschiedenis
De club werd opgericht in 2005 en nam datzelfde jaar nog deel aan de derde klasse van de staatscompetitie. In 2007 wist de club promotie af te dwingen. In 2012 kon de club promotie afdwingen naar de hoogste klasse, maar kon het daar slechts één jaar volhouden. In 2019 degradeerde de club terug naar de derde klasse, maar na twee titels op rij speelde de club in 2022 opnieuw in de hoogste klasse. Na een plaats in de middenmoot werd de club vijfde in 2023 en kwalificeerde zich zo voor de nationale Série D van het jaar erop. In 2024, nog voor de start van de Série D werd de club derde in de competitie. 